# Stephen Marley
Stephen Marley   (Wilmington, 20 d'abril de 1972) nom artístic de Stephen Robert Nesta "Raggamuffin" Marley, és un músic jamaicà d'origen estatunidenc de Reggae, és fill Bob Marley i Rita Marley. Stephen, des de 1986, era part del grup de reggae Ziggy Marley & The Melody Makers amb els seus germans Ziggy, Cedella i Sharon, amb els quals guanye 3 grammys durant la dècada dels 80. Aquests es van separar l'any 2000. El 2004, Stephen va participar en el Bob Marley Roots, Rock, Reggae Festival Tour de 27 ciutats amb els seus quatre germans Ziggy Marley, Julian Marley, Damian Marley i Ky-Mani Marley. Tots ells tenen les seues pròpies carreres musicals professionals. Com a productor ha col·laborat en tots els treballs del seu germà Damian, sent "Welcome to Jamrock" (2005) el de major importància, participant a més en els temes "All Night", "Pimpa's Paradise", "Hey Girl" i "For the Babies". El 2008 guanye el Grammy al millor àlbum reggae per "Mind Control", el qual compte amb col·laboracions d'artistes com Buju Banton i el seu germà Damian.
L'àlbum de Marley del 2011, Revelation Pt. 1 – The Root of Life va guanyar el premi Grammy al millor àlbum de reggae el 2012. La seva continuació, Revelation Pt. 2 – El fruit de la vida, es va estrenar el 22 de juliol de 2016.

## Biografia
Stephen Marley va néixer a Wilmington, Delaware, i es va criar a Kingston, Jamaica. És el segon fill gran de la llegenda del reggae Bob Marley i Rita Marley . Stephen va començar a cantar professionalment als 7 anys amb els seus germans grans Ziggy Marley, Sharon Marley i Cedella Marley a Ziggy Marley and the Melody Makers.
El 1999, Marley va produir Chant Down Babylon, un àlbum de remescles de la música de Bob Marley, modernitzat per atraure un públic modern, amb estrelles de hip-hop, R&B i rock com ara Lauryn Hill, Erykah Badu, Guru, Busta Rhymes, MC Lyte, Steven Tyler, Joe Perry, Chuck D i The Roots . El senzill "Turn Your Lights Down Low" amb Lauryn Hill es va convertir en un gran èxit internacional, i Marley va modernitzar una cançó que havia rebut poca atenció com a cara B a l'àlbum Exodus de 1977.
El 3 d'abril de 2017, Marley i Pitbull van actuar al programa The Tonight Show Starring Jimmy Fallon, interpretant el seu senzill "Options".

## Vida personal
Marley viu a Miami Beach, Florida, on té una casa i un estudi de gravació privat.
El seu fill gran, Jo Mersa Marley, va ser un músic que va publicar el seu EP Comfortable, i va morir el 27 de desembre de 2022. El seu fill Yohan Marley, que s'hi assembla molt en aspecte i veu, també va començar la seva incursió en la música amb la cançó del seu germà Joseph "Burn it Down", i va publicar el seu senzill més popular fins ara, "Goodbyes", el 24 de novembre de 2020. La seva filla, Mystic Marley, va publicar "Beatdown", el seu senzill debut i videoclip, el 6 de juny de 2018.
El 27 de desembre de 2022, el seu fill gran, Jo Mersa Marley, va ser trobat inconscient dins del seu vehicle al comtat de Miami-Dade, Florida, després de patir, segons sembla, un atac d'asma. Va ser declarat mort al lloc dels fets.

## Àlbums
- Mind Control (2007)